# Liu Taifeng
En una onomàstica xinesa Liu es el cognom i Taifeng el prenom.
Liu Taifeng (xinès simplificat: 刘泰风 ) (Nanjing 1984 - ) Fotògraf, guionista i director de cinema xinès. Ha guanyat reconeixement en festivals internacionals pel seu estil visual evocador i per combinar realisme i simbolisme, afavorint la comunicació amb el seu públic.

## Biografia
Liu Taifeng va néixer l'any 1984 a Nanjing, província de Jiangsu (Xina). Es va graduar a la Universitat de Comunicació de Zhejiang, especialitzat en disseny d'art escènic per a teatre, cinema i televisió i va estudiar a l'Acadèmia de Cinema de Pequín. L'any 2010 va marxar als Estats Units per estudiar a l'escola Departament de Cinema de l'Institut d'Art de Chicago, i després va continuar els seus estudis al Departament de Fotografia de l'American Film Institute on va obtenir un màster el 2016.

## Filmografia
El 2023 fa filmar 又是充满希望的一天  (Another Day Of Hope ), presentada a diversos festivals com el Asian Film Festival Barcelona de 2024. En el Festival de Cinema Juvenil de Zhejiang de 2024 li van atorgar el premi al "Millor director jove".
La pel·lícula va ser nominada al premi al millor director nou al 31è Festival Internacional de Cinema EnergaCAMERIMAGE de Polònia, i ha estat preseleccionada per al 54è Festival Internacional de Cinema de l'India a Goa,  el 26è Festival Internacional de Cinema de Shanghai.Va entrar a la secció principal de competició del Festival Internacional de Cinema Laboral de Sri Lanka i va guanyar la Menció Especial del Jurat i el Premi Esperit Humanisme.
Protagonitzada per l'actor Song Ningfeng i l'actriu Zhang Xinyi, el film explica la història de Wei Li : gerent d’una empresa de repartiment d'aliments per Internet. El seu dia a dia està marcat per la monotonia d’una vida laboral plagada d’hores extres i nits sense dormir. La seva esposa Shen Junyi, dirigeix un estudi de dansa, i la seva filla adolescent està ocupada preparant-se per a l’important examen d’ingrés a l’escola de secundària. L’aparentment inamovible esdevenir dels seus dies es veurà sacsejat per un accident. En Wei Lei haurà de prendre decisions inesperades que donaran un gir important a la seva vida.
Liu Taifeng , en una entrevista, explica que va insistir a utilitzar pel·lícula de 16mm per rodar el film. Segons la seva opinió, "el granulat únic de la pel·lícula és com la rugositat i la imperfecció de la vida mateixa, mentre que la tecnologia digital és com un filtre que pot tapar fàcilment la veritable naturalesa de la realitat."